# روجر ستون
روجر ستون (بالإنجليزية: Roger Stone)‏ هو عضو مجموعة ضغط أمريكي، ولد في 27 أغسطس 1952 في نوروولك في الولايات المتحدة.

## وصلات خارجية
- الموقع الرسمي
- روجر ستون على موقع IMDb (الإنجليزية)
- روجر ستون على موقع إن إن دي بي (الإنجليزية)
- روجر ستون على موقع قاعدة بيانات الفيلم (الإنجليزية)
- روجر ستون على موقع كينوبويسك (الروسية)